# タイトーメモリーズ
『タイトーメモリーズ』 (Taito Memories) は、タイトーが1970年代から1990年代にかけて発売していたアーケードゲームを収録したオムニバスソフト。PlayStation 2およびPlayStation Portableで5作品が発売されている。家庭用に初めて移植されたタイトルが43作品もある。基本的にタイトーが自社で開発・販売したタイトルが収録されており、そのタイトル数はアレンジ版を含めると100本以上になる。略称はタイメモ。
日本国外では同様のコンセプトで『Taito Legends』シリーズが発売されているが、収録内容が異なる（後述）。

## PlayStation 2
特記なき作品はタイトー自社開発。
- 「★」は家庭用初移植タイトル

### タイトーメモリーズ 上巻
収録されたタイトルは下記の25作品で、このうち家庭用初移植は7タイトルである。『メタルブラック』、『サイバリオン』、『キャメルトライ』、『奇々怪界』、『バブルボブル』の5作品は最初はプレイできず、特定の条件を満たしてロックを解除する必要がある。「ロック解除コマンド」はタイトル画面でカーソルがSTARTに合っている状態で L1 → R1 → R2 → L2 → SELECT → STARTボタンを入力し、ゲームセレクト画面に入ると全てのゲームが遊べる状態になる。廉価版では最初からプレイ可能である。
1. 1978 スペースインベーダー・カラー
2. 1980 ルナレスキュー★
3. 1982 アルペンスキー ★
4. 1985 フェアリーランドストーリー★
5. 1986 奇々怪界
6. 1986 バブルボブル
7. 1987 ラスタンサーガ
8. 1988 功里金団（くりきんとん）★
9. 1988 サイバリオン
10. 1988 地獄めぐり
11. 1989 キャメルトライ
12. 1989 ドンドコドン
13. 1989 フリップル
14. 1990 嗚呼栄光の甲子園★
15. 1990 マジェスティックトゥエルブ
16. 1990 ルナーク
17. 1991 プリルラ
18. 1991 メタルブラック
19. 1992 グリッドシーカー★
20. 1994 スペースインベーダーDX
21. 1994 ダライアス外伝
22. 1994 ライトブリンガー★
23. 1995 エレベーターアクション リターンズ
24. 1996 クレオパトラフォーチュン
25. 1997 プチカラット

#### 評価（タイトーメモリーズ 上巻）
Game Watchでは、後に発売された下巻も含めて縦画面で構成された作品があまり収録されていない点が指摘されており、この問題を指摘したレビュアーは快適に遊べないのであれば収録を見送ろうとタイトーが判断したのだろうと推測している。
レビュアーは本作の収録作のうち、『奇々怪々』と『グリッドシーカー』が遊びにくかったと指摘しており、『グリッドシーカー』については情報量が多くて窮屈だったと述べている。

### タイトーメモリーズ 下巻
収録されたタイトルは下記の25作品で、このうち家庭用初移植は4タイトルである。『ガンフロンティア』、『エレベーターアクション』、『QIX』、『フロントライン』、『ニュージーランドストーリー』の5作品は最初はプレイできず、特定の条件を満たしてロックを解除する必要がある。「ロック解除コマンド」はタイトル画面でカーソルがSTARTに合っている状態で L2 → R2 → R1 → L1 → SELECT → STARTボタンを入力し、ゲームセレクト画面に入ると全てのゲームが遊べる状態になる。廉価版では最初からプレイ可能である。
なお、『レイストーム』と『Gダライアス』はアーケード版ではなくPlayStation版のアーケードモードの移植となっている。
1. 1978 スペースインベーダー
2. 1979 スペースインベーダー・パート2
3. 1980 クレイジーバルーン
4. 1980 バルーンボンバー★
5. 1981 QIX（タイトーアメリカ開発）
6. 1982 ワイルドウエスタン★
7. 1983 エレベーターアクション
8. 1983 ちゃっくんぽっぷ
9. 1983 フロントライン
10. 1985 影の伝説
11. 1988 ニュージーランドストーリー
12. 1988 ラスタンサーガ2
13. 1988 レイメイズ
14. 1989 インセクターX（ホット・ビィ開発）
15. 1989 カダッシュ
16. 1989 バイオレンスファイト★
17. 1990 ガンフロンティア
18. 1990 ハットトリックヒーロー
19. 1990 ミズバク大冒険
20. 1992 アラビアンマジック★
21. 1995 あっかんべぇだぁ〜
22. 1995 逆鱗弾
23. 1995 パズルボブル2
24. 1996 レイストーム
25. 1997 Gダライアス

### タイトーメモリーズII 上巻
収録されたタイトルは下記の25作品で、このうち家庭用初移植は15タイトルとシリーズ中最多である。『グランドチャンピオン』、『コンチネンタルサーカス』、『S.C.I.』は、ステアリングコントローラ「GT FORCE」に対応している。縦に置けるモニターが必要であるが、縦画面仕様のゲームを縦画面でプレイすることが可能である。
なお、『コンチネンタルサーカス』はアーケード版の3Dモードは再現されておらず、『イグジーザス』は2画面版はなく、1画面版のみである。
1. 1979 スペースチェイサー
2. 1981 グランドチャンピオン★
3. 1982 タイムトンネル★
4. 1984 THE運動会★
5. 1984 べんべろべえ★
6. 1985 リターン オブ ザ インベーダー（UPL開発）
7. 1986 黄金の城★（セタ開発）
8. 1986 キック アンド ラン
9. 1986 スクランブルフォーメーション
10. 1987 イグジーザス★
11. 1987 スーパークイックス★（カネコ開発）
12. 1987 レインボーアイランド
13. 1988 オペレーションサンダーボルト★
14. 1988 コンチネンタルサーカス★
15. 1988 中華大仙（ホット・ビィ開発）
16. 1989 飛鳥&飛鳥★（ビスコ開発）
17. 1989 S.C.I.
18. 1989 ダライアスII
19. 1989 チャンピオンレスラー
20. 1989 ファイティングホーク★
21. 1990 スペースガン★
22. 1990 ニンジャキッズ★
23. 1992 ダイノレックス★
24. 1994 レイフォース
25. 1996 バブルメモリーズ★

### タイトーメモリーズII 下巻
収録されたタイトルは下記の25作品で、このうち家庭用初移植は14タイトルである。『II 上巻』と同様に『バギーチャレンジ』、『フルスロットル』、『チェイスH.Q.』は、「GT FORCE」に対応している。また、同じく縦画面仕様のゲームを縦画面でプレイすることが可能である。
なお、本タイトルがタイトー最後のPlayStation 2用のゲームソフトとなる。
1. 1979 フィールドゴール★
2. 1980 フェニックス★（アメリカ・アムスターエレクトロニクス開発）
3. 1980 ポラリス★
4. 1984 グレートソードマン★（セタ開発）
5. 1984 シーファイターポセイドン★
6. 1984 ジャイロダイン（クラックス開発）
7. 1984 バギーチャレンジ★
8. 1985 女三四郎★
9. 1985 メタルソルジャーアイザックII★
10. 1986 ハレーズコメット
11. 1986 陸海空 最前線★
12. 1987 オペレーションウルフ
13. 1987 フルスロットル★
14. 1988 チェイスH.Q.
15. 1988 プランプポップ★
16. 1988 レインボーアイランド・エクストラ
17. 1989 ヴォルフィード
18. 1989 ナイトストライカー
19. 1989 バトルシャーク★
20. 1989 ファイナルブロー
21. 1989 マスターオブウェポン
22. 1989 メガブラスト★
23. 1990 サンダーフォックス
24. 1992 ウォリアーブレード★
25. 1994 バブルシンフォニー

## PlayStation Portable

### タイトーメモリーズ ポケット
収録されたタイトルは下記の20作品である。うち、16タイトルは既にPS2版にも収録済のアーケード版の移植だが、『クレイジーバルーン』『バルーンボンバー』『影の伝説』『キャメルトライ』はオリジナル版に加えて現代風にアレンジした「2005」バージョンを同時収録している。アーケードが縦画面仕様のゲームは、PlayStation Portableを90°回転させてプレイすることが可能である。
1. クレイジーバルーン
2. バルーンボンバー
3. ルナレスキュー
4. クイックス
5. アルペンスキー
6. エレベーターアクション
7. ちゃっくんぽっぷ
8. 影の伝説
9. フェアリーランドストーリー
10. 奇々怪界
11. ラスタンサーガ
12. 功里金団（くりきんとん）
13. ニュージーランドストーリー
14. レイメイズ
15. レインボーアイランド・エクストラ
16. キャメルトライ
17. クレイジーバルーン 2005
18. バルーンボンバー 2005
19. 影の伝説 2005
20. キャメルトライ 2005

## Taito Legendsシリーズ
日本国外では同様のコンセプトのオムニバスソフト『Taito Legends』シリーズが発売されているが、本項のシリーズとは発売会社や収録内容が異なる別作品である。
詳細は英語版Wikipediaを参照。
- 『Taito Legends』（PlayStation 2（CD-ROM）、Xbox、Windows / 発売元：Empire Interactive/セガ）
- 『Taito Legends 2』（PlayStation 2、Xbox、Windows / 発売元：Empire Interactive/Destineer）
- 『Taito Legends Power-Up』（PlayStation Portable / 発売元：/Empire Interactive/Destineer）

## その他
- 各作品の初回限定版には、各タイトルの資料、開発者による解説、タイトーに関するコラムを収録した冊子「タイトーメモリーズブック」が付属している。
- 『タイトーメモリーズ II』の上下巻を対象に、PlayStation 2版シリーズ4作を収納できる『タイトーメモリーズコレクションBOX』が当たるキャンペーンが、2007年6月まで実施されていた。
- 初期版では一部のソフト（ダライアス外伝など）に動作遅延があったが、後日発売された廉価版、再廉価（エターナルヒッツ）で僅かだが改善されている。ただし通常版で問題なかったタイトルで逆に不具合が起きているものもあり、全てのタイトルを最良の状態で遊びたい場合3バージョン全て購入する必要がある。